# Щеглов Марк Олександрович
Марк Олександрович Щеглов (27 жовтня 1925, Чернігів, Чернігівська округа - 2 вересня 1956, Новоросійськ, Краснодарський край) - радянський літературний критик, литературознавець.

## Біографія
Батько Щеглова, Олександр Миколайович Щеглов (?—1940), та його мати, Неоніла Кашменська, — артисти провінційних драмтеатрів. Марк Щеглов народився у Чернігові, де сезонно грали у театрі батьки. У два роки від народження Щеглов захворів на кістковий туберкульоз і з п'яти років до дев'яти з невеликими перервами лікувався в дитячих здравницях у Криму та під Москвою.
З 1935 по 1940 р. жив у Москві. Батько пішов із сім'ї, працював у Реалістичному театрі та займався літературною діяльністю, писав вірші, в основному дитячі, під псевдонімом Ан, друкувався в журналах «Чиж» та «Ёж». Мати працювала педагоинею-позашкільницею та музичною вихователькою з дітьми (у дитячих лікувальних закладах та дитячих садках). В 1941 Щеглов разом з тублікарнею, де проходив лікування, був евакуйований на Урал. У 1943-1945 р.р. лікувався під Москвою, у Звенигороді. У 1945 році вступив до 10 класу школи робітничої молоді при ВРЗ ім. 1905 року у Москві. Закінчив середню школу у 1946 році та вступив до МДУ на заочне відділення філологічного факультету. Курс школи та університету Щеглов проходив переважно заочно. Працював ретушером, художником у артелях. У 1950 році через загострення перебігу хвороби його помістили на лікування в тублікарню «Поліванове» під Москвою. Повернувшись із лікарні, у 1951-1953 роках займався на 4-5 курсах філологічного факультету МДУ з російського відділення, який і закінчив з відзнакою у 1953 році, навчався в аспірантурі.
Дружив із Володимиром Лакшиним та Феліксом Світловим. «Я згадую його то вдома, в Електричному провулку біля Білоруського вокзалу, в цій маленькій, вузькій, як щілина, напівтемній кімнатці, що служила колись ванною і заселеною в епоху комуналок і „ущільнень“, — він сидить, підгорнувши ноги, на скрині, з книжкою у руках. То в кабінеті професора Гудзія, де йде толстовський семінарій, і Марк, який трохи спізнився і примостився в затишному кутку за етажеркою біля самих дверей, щось пише в зелененький зім'ятий блокнотик. То на скромній студентській гулянці, де він одразу стає центром дружнього гуртка, і гітара ходуном ходить у руках його, і всі без слів визнають його першість і в пісні, і в жарті, і в серйозній розмові, що раптом зав'язалася. То в редакції журналу, куди він насилу, грюкаючи милицями, піднімається по високих сходах з рукописом, згорнутим у трубочку і бовтається збоку на мотузці, щоб не позичати руки ... Але найчастіше і найвиразніше я згадую чомусь, як у час весняних він сидить на камінні старої огорожі в університетському садку, знявши капелюх, притуливши збоку милиці, покурює, злегка задерши голову, з насолодою жмуриться на сонці і з доброю цікавістю вдивляється в обличчя тих, хто входить і виходить, грюкаючи дверима, з будівлі факультету. Він нікого не чекає, не шукає, йому просто радісно дивитися на метушливе, галасливе студентське життя і почуватися причетним до неї» (Ст. Лакшин).
Помер у Новоросійську, де не вистачило стрептоміцину для його лікування. «Один із найталановитіших представників нового покоління радянської літератури, Щеглов був критиком з обдаруванням сильним і яскравим. Великі надії пов'язували ми з його ім'ям», — говорилося в некролозі, підписаному Костянтином Федіним, Корнєєм Чуковським, Борисом Пастернаком, Іллею Еренбургом, Миколою Погодіним, Костянтином Паустовським.

## Творчість
З юних років Щеглов писав вірші, у роки навчання співпрацював у Радінформбюро та ВОКСі, писав рецензії на новинки літератури. Широка літературно-критична діяльність Щеглова тривала три роки. Дипломна робота Щеглова була за рекомендацією М. Гудзія частково опублікована О. Твардовським у журналі "Новий світ" (1953): стаття "Особливості сатири Льва Толстого" стала першим помітним виступом Щеглова-критика. Автор полемізував із літературознавцем-ортодоксом В. Єрміловим.
Їм написані, в основному для «Нового світу», десятки статей та рецензій (про творчість В. Іванова, Л. Леонова, В. Некрасова, С. Антонова та ін.), роботи про класичну спадщину (про Л. Толстого, Ф. Достоєвського, О. Блока), проблемно-теоретичні статті «Реалізм сучасної доби» (опубл. 1958). Публікувався він і в інших журналах - "Дружбі народів", "Октябрі", "Молодій гвардії", співпрацював з Держлітвидавом.
Щеглов як критик легітимував у контексті епохи теми (сатира у Толстого) та імена (Блок та Єсенін як поети першого ряду, Грін-романтик). Стаття «"Російський ліс" Л. Леонова» (1954) викликала гостру полеміку у пресі. Критик негативно характеризував «храмовництво», екстатичний символізм у темі лісу у Леонова: у романі «напружена виспріння сусідить із красою, а задушевність — майже з бездушністю». Він поєднував у собі серйозну філологічну культуру з ідейним ідеалізмом, гострим почуттям сучасності, ліризмом та сердечністю. Виступав проти ілюстративності, напівправди у літературі, безконфліктності у драматургії. Його роботам властиві точний смак, вільний, емоційний стиль. Опубліковані посмертно щоденники та листи Щеглова, названі при першій публікації «Студентські зошити» (1963).

## Твори
- Литературно-критические статьи. Из дневников и писем [Предисл. Н. Гудзия]. 2 изд. — М., 1965.
- Литературная критика [Предисл. Н. Гудзия]. — М., 1971.
- Студенческие тетради [Вступ. ст. Б. Панкина]. — М., 1973 .
- Любите людей: Статьи. Дневники. Письма [Вступ. ст. В. Лакшина]. — М.: Советский писатель, 1987. — 512 с.